# Yamaha Motor Company
Yamaha Motor Co., Ltd. (ヤマハ発動機株式会社, Yamaha Hatsudōki Kabushiki-gaisha) est un fabricant de motos, de scooters, de motoneiges et de moteurs marins. Né le 1er juillet 1955, il est séparé de Yamaha Corporation fondée en 1897 qui s’est imposée comme fabricant d’orgues et de pianos. Elle est connue sous le nom de « La maison des trois diapasons ».
Yamaha est le deuxième plus grand fabricant de motos au monde, après Honda.

## Véhicules motorisés

### Motos

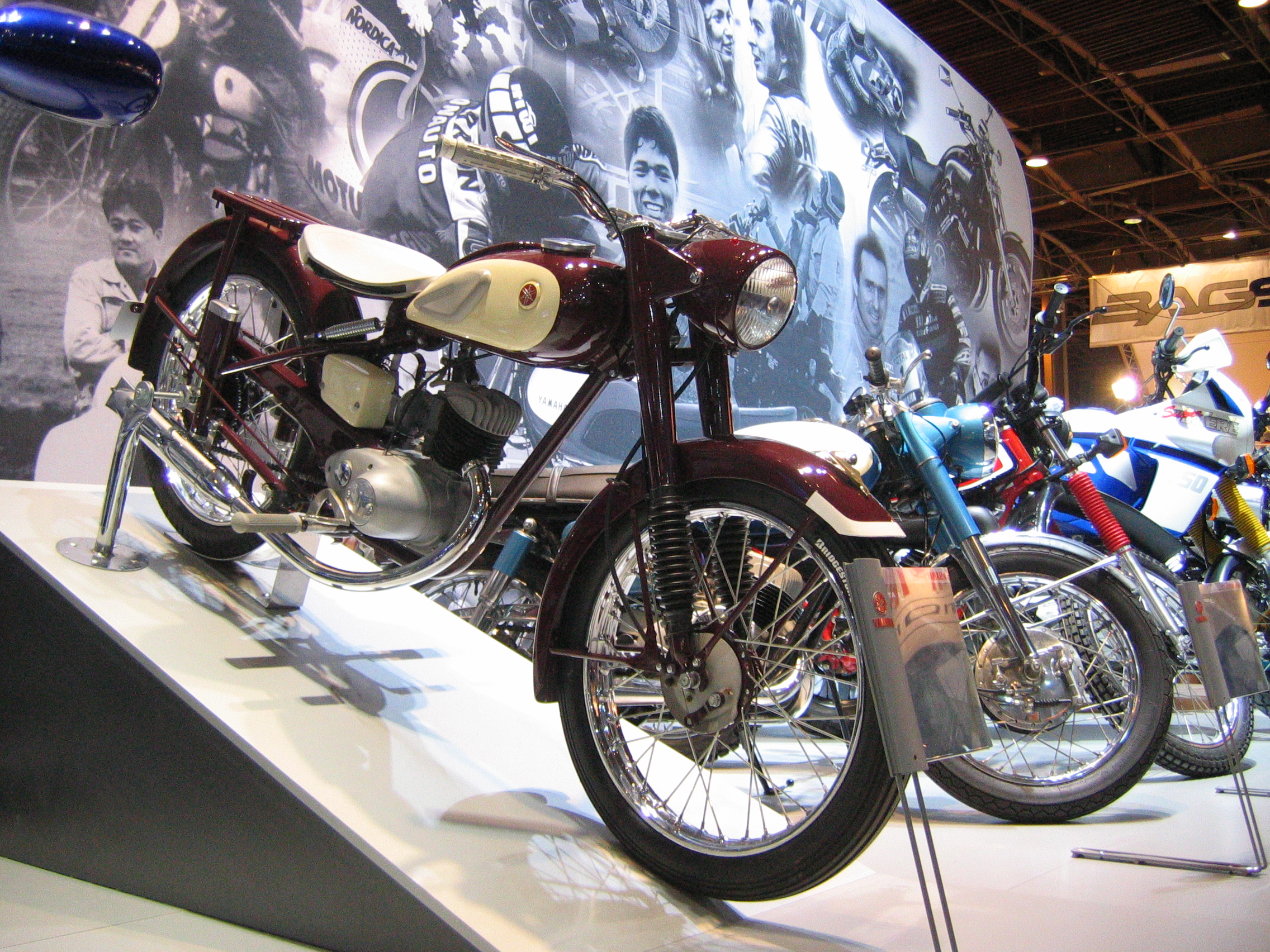
125 YA-1, première moto Yamaha.

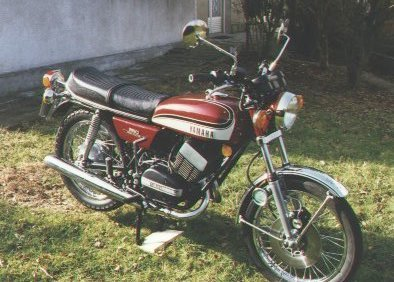
350 RD.

L'histoire de Yamaha Motor commence par la 125 YA-1 de 1955, largement inspirée, comme d'autres avant elle (BSA, Harley-Davidson, etc.), de la DKW RT 125 allemande de 1939,. Contrairement à Honda, Yamaha est, au début, un spécialiste du moteur 2-temps comme deux autres japonais (Suzuki et Kawasaki). Ses machines de série ont tout de suite été réputées pour leur vivacité et leur fiabilité.
Yamaha arrive sur le marché européen à la fin des années 1960, avec une gamme de petites et moyennes cylindrées 2-temps, cylindres en fonte, dont :
- 50 et 80 cm3 ;
- 125 YA5 puis YA6 monocylindre ;
- 125 YAS1 bicylindre ;
- 180 YCS1 bicylindre ;
- 250 YD2 ET YD3 puis YDS1 bicylindre ;
- 350 YR1 bicylindre.

Ces machines sont originales, avec très tôt une lubrification par injection d'huile (système autolube) et non par mélange.
Dès 1970, ces machines évoluent par l'adoption de cylindres en aluminium :
- 125 AS3 (1971), AS3 Europa (1972, réservoir plus large), puis RD (admission par clapets), enfin RDX (frein à disque) ;
- la 350 RD après adjonction d'une admission par clapets, deviendra rapidement la 400 RD à la suite d'une augmentation de la cylindrée ; bizarrement, la nouvelle boîte à six rapports de cette dernière restera en France limitée à cinq vitesses ;
- 250 et 350 RD, puis 350 RDLC (1980), introduisant le refroidissement liquide, et la suspension cantilever, inspirée des Vincent HRD, puis le système YPVS (Yamaha Power Valve Système) des valves à l'échappement.
- Durant les années 1980, la 125 RD bicylindre à refroidissement par air sera remplacée par la 125 RDLC monocylindre six-vitesses dotée d'un carénage tête de fourche et d'un refroidissement liquide et d'une suspension cantilever. Celle-ci est remplacée fin 1987 par les 125 TZR et 250 TZR bicylindre, entièrement carénées. Du moteur de la dernière est issu celui de la 250 TDR.
- DT 125 MX, DT 125 type 10 V (première 125 à rallier Dakar classée lors du Paris-Dakar 1984) et DT125LC (frein à disque).
- RD 200, modèle peu répandu avec démarrage électrique.
- TDR 250 (1988) Supermotard, motorisée par un bicylindre à refroidissement liquide (44 ch à 10 000 tr/min, 153 kg avec les pleins).

Yamaha travaille beaucoup sur la technique du 2-temps, avec l'admission par clapets et les valves d'échappement YPVS étudiées afin d'ajuster l'accord admission/échappement.
Yamaha s'essaye avec succès au 4-temps. La 650 XS sort en 1969 et poursuit sa carrière jusqu'en 1982. Pour contrer le succès de la Honda CB 750 Four, Yamaha sort en 1972 la 750 TX, un échec à cause d'une mécanique fragile. Les années 1970 voient aussi l'arrivée de Yamaha en tout-terrain (modèles trail) : DT 360 en 1973, DT 125, qui évolue en DTMX (suspension cantilever).
En 1975, Yamaha relance la mode du gros monocylindre avec la Yamaha XT 500 trail et ses dérivés (XT 550, XT 600, XT 660 R et X, Ténéré, SR 500 (ja)).
En 1977, Yamaha sort la XS 500, bicylindre 4-temps à deux arbres à cames en tête et huit soupapes, et la XS 750, tricylindre 4-temps à transmission par arbre et cardan, qui évolue en 850 cm3.
En 1978 sort la 1100 XS reconnaissable par son phare rectangulaire. Sa cylindrée audacieuse en fait la plus grosse cylindrée japonaise de l'époque.

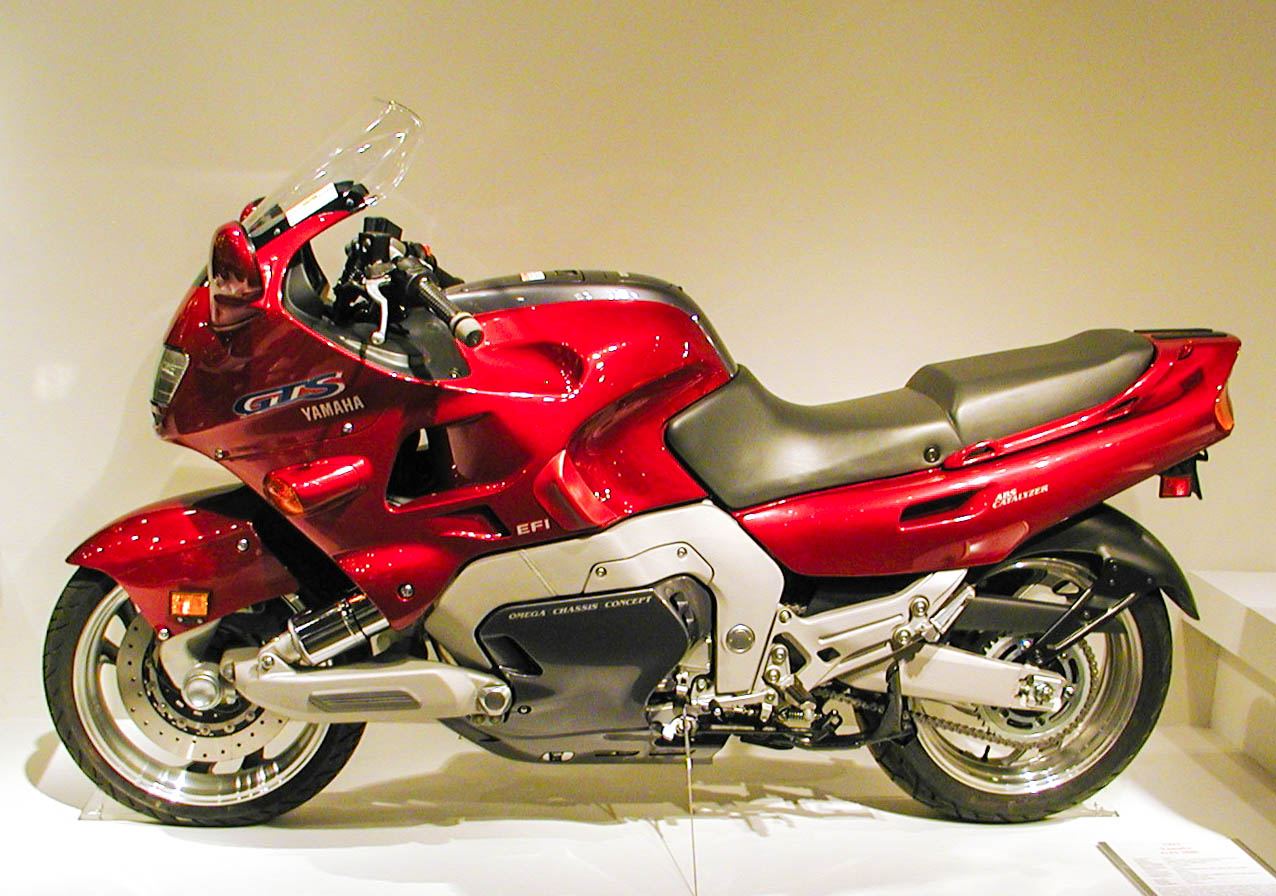
GTS 1000 et son monobras avant.

En 1983, Yamaha sort la 900 XJ qui évolue, en 1984, avec un carénage tête de fourche fixé au cadre, des simplifications techniques et une augmentation de la cylindrée au bénéfice de la souplesse et du couple. Existent également la 650 XJ, la 750 XJ Séca sans carénage, mais transmission secondaire par cardan également, la 400 et 600 (transmission secondaire par chaîne). Ils continuent à produire la 900 XJ jusqu'en 1994 et la remplacent ensuite par la 900 Diversion.
Yamaha continue à innover :
- Moteur bicylindre en V à refroidissement liquide avec la XZ 550.
- Moteur turbo sur la XJ 650 (sans plus de succès que ses concurrents).
- Moteur à cinq soupapes par cylindre sur la FZ 750 en 1985.
- L'ABS sur la FJ1200 en 1990.
- La GTS 1000 et son système de suspension monobras avant, son étrier de frein avant six pistons, l'injection et un pot catalytique.
- Le premier scooter GT sportif en 2001 : le TMAX.
- Embrayage semi-automatique géré électroniquement proposé sur la FJR1300 en 2007.
- La XV 950 « Bolt » en 2013[5].
- Niken, moto à trois roues apparue en 2018, capable d'une prise d'angle de 45°.

#### Galerie

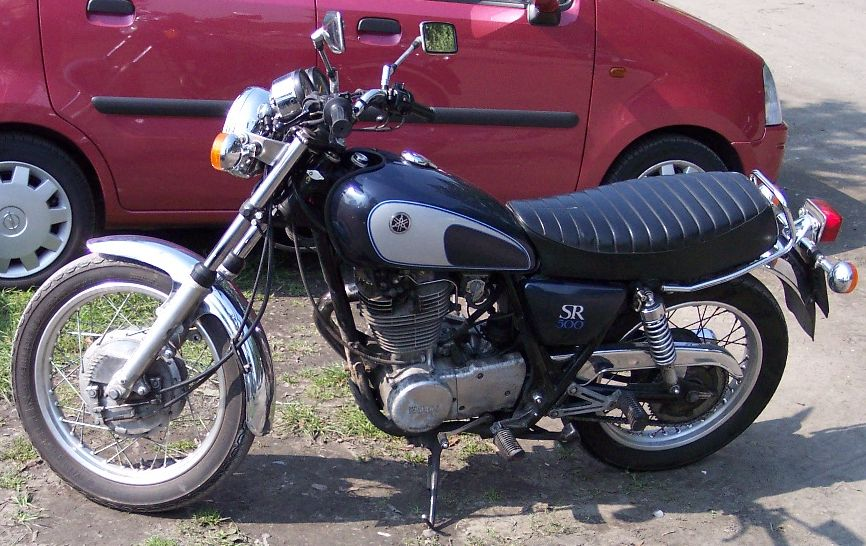
SR 500 1992: version routière dérivée de la XT 500.
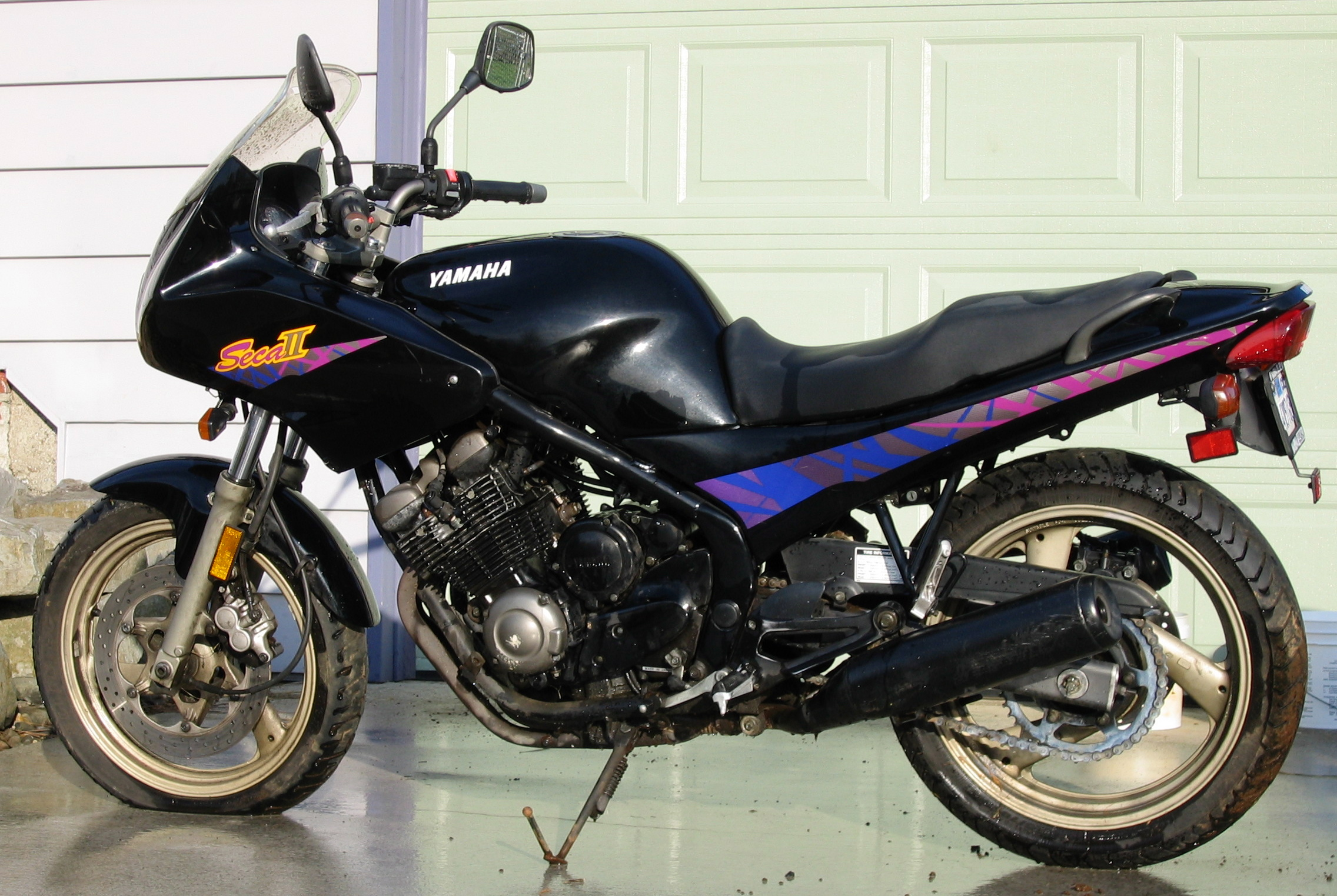
XJ 600 S 1996 (version US).
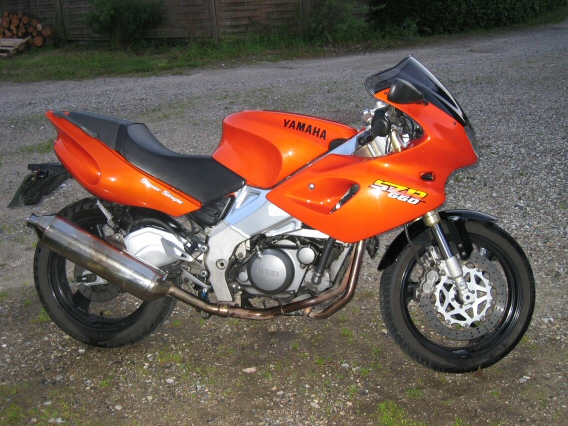
660 SZR 1996.
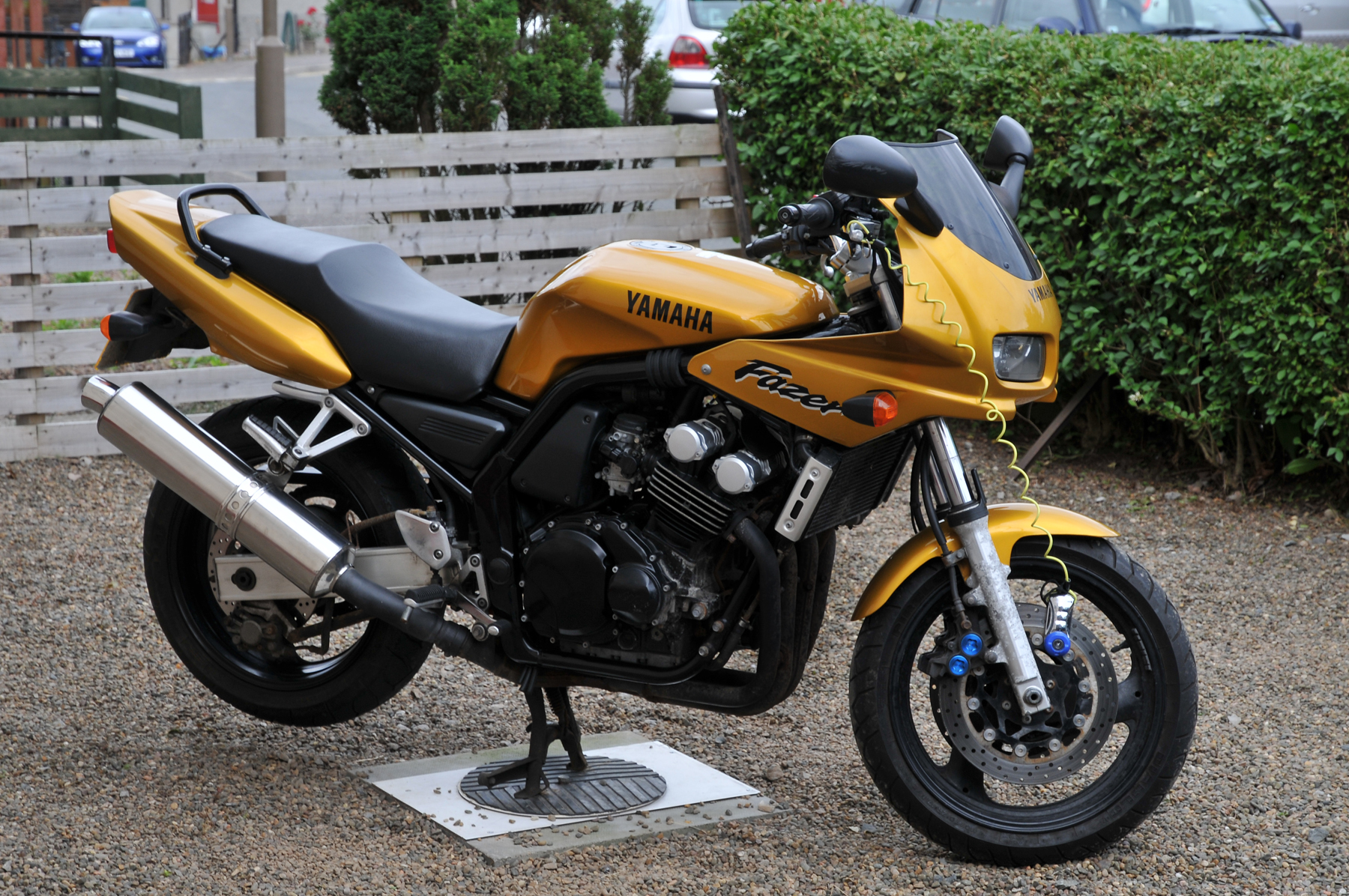
600 Fazer 2001.
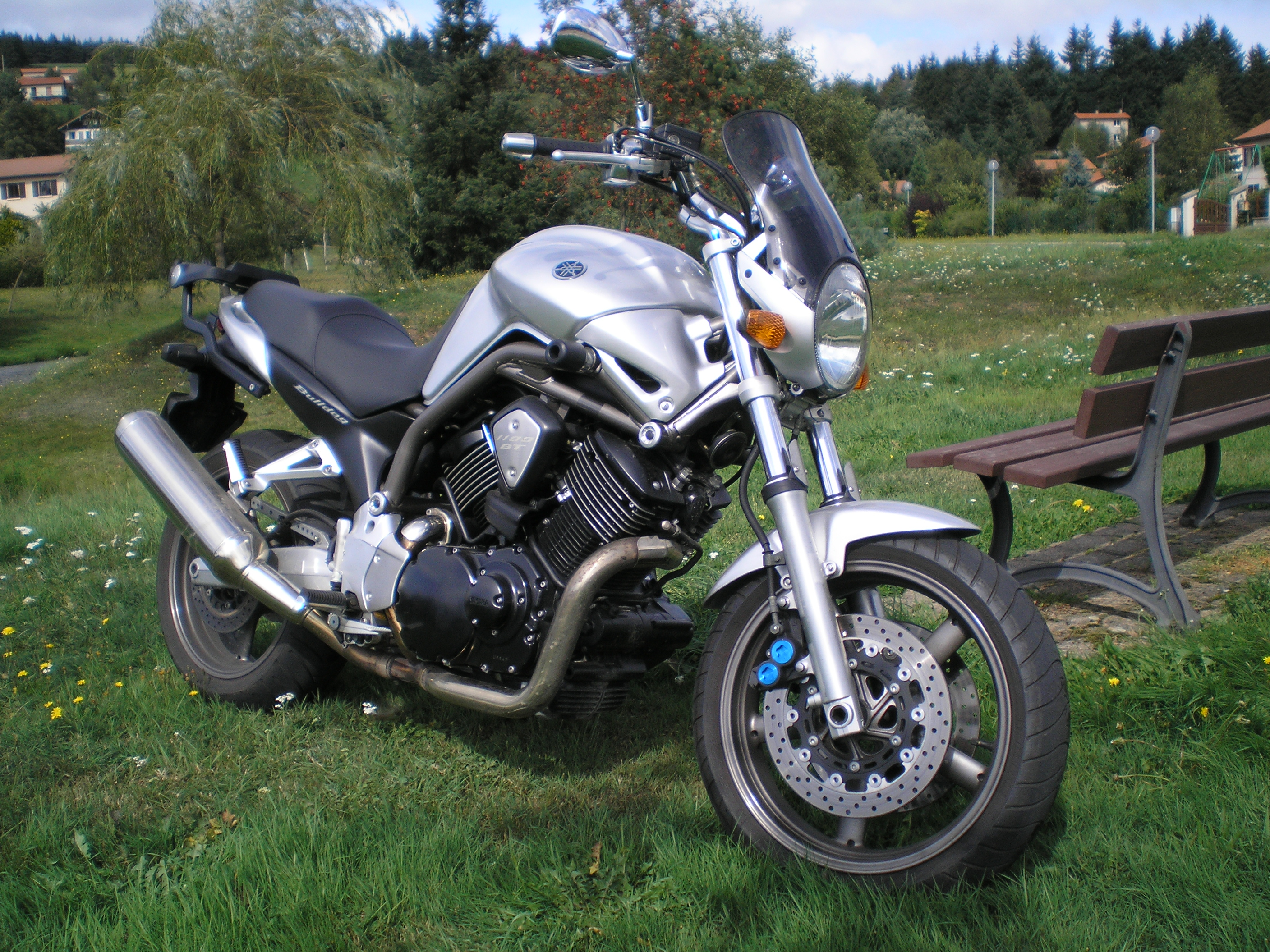
1100 Bulldog 2002
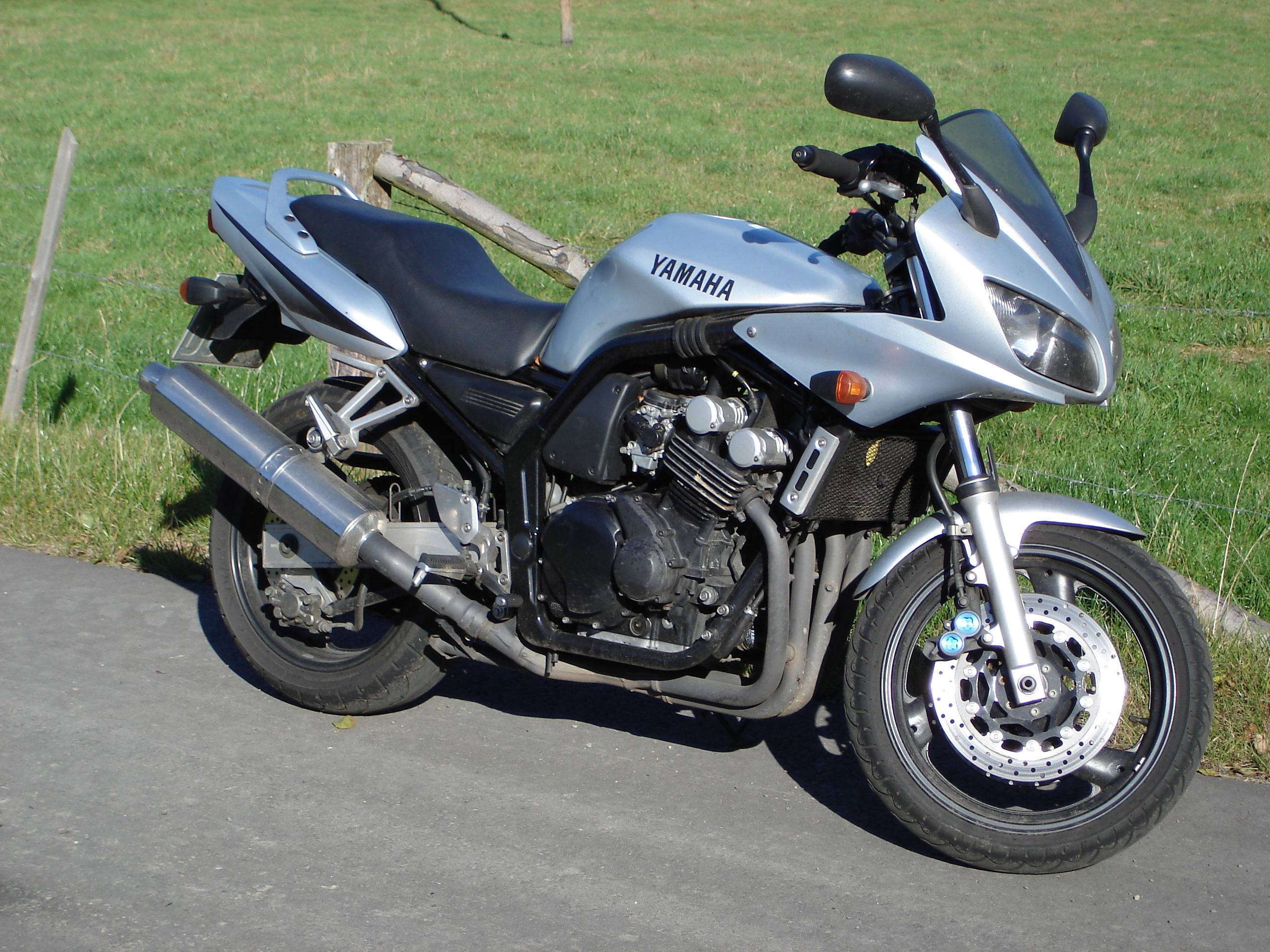
600 Fazer 2005
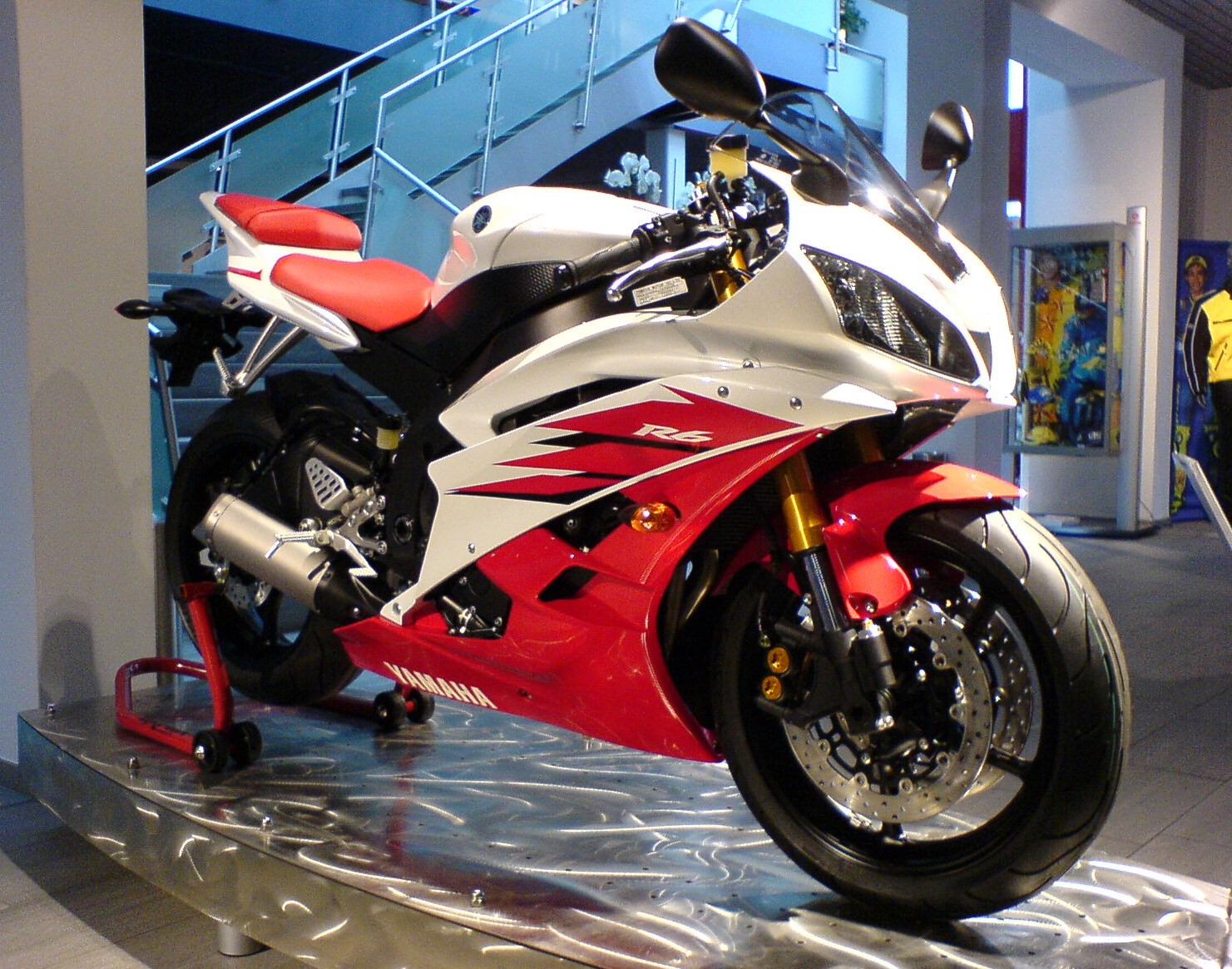
R6 2006
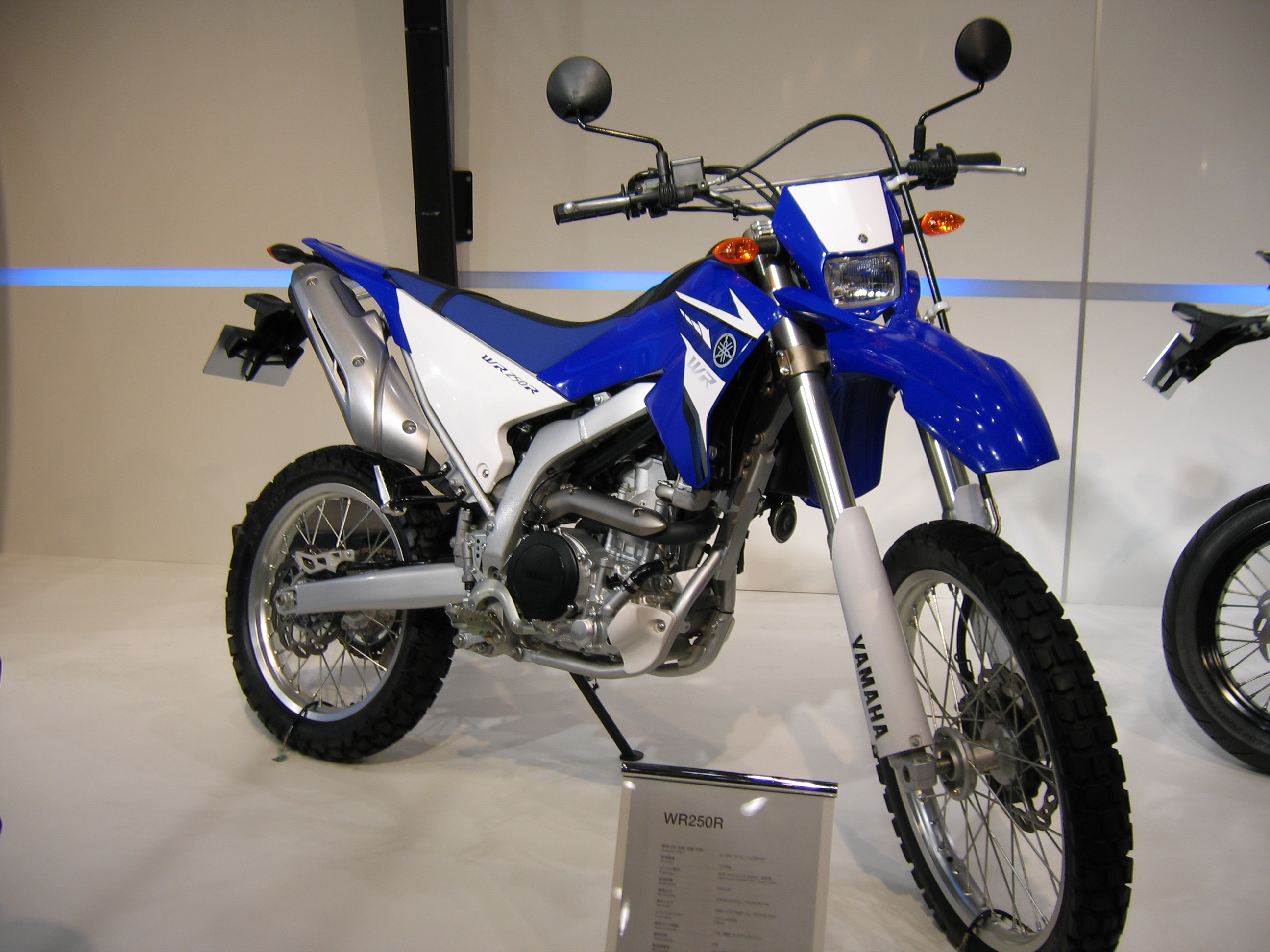
WR 250 R 2008
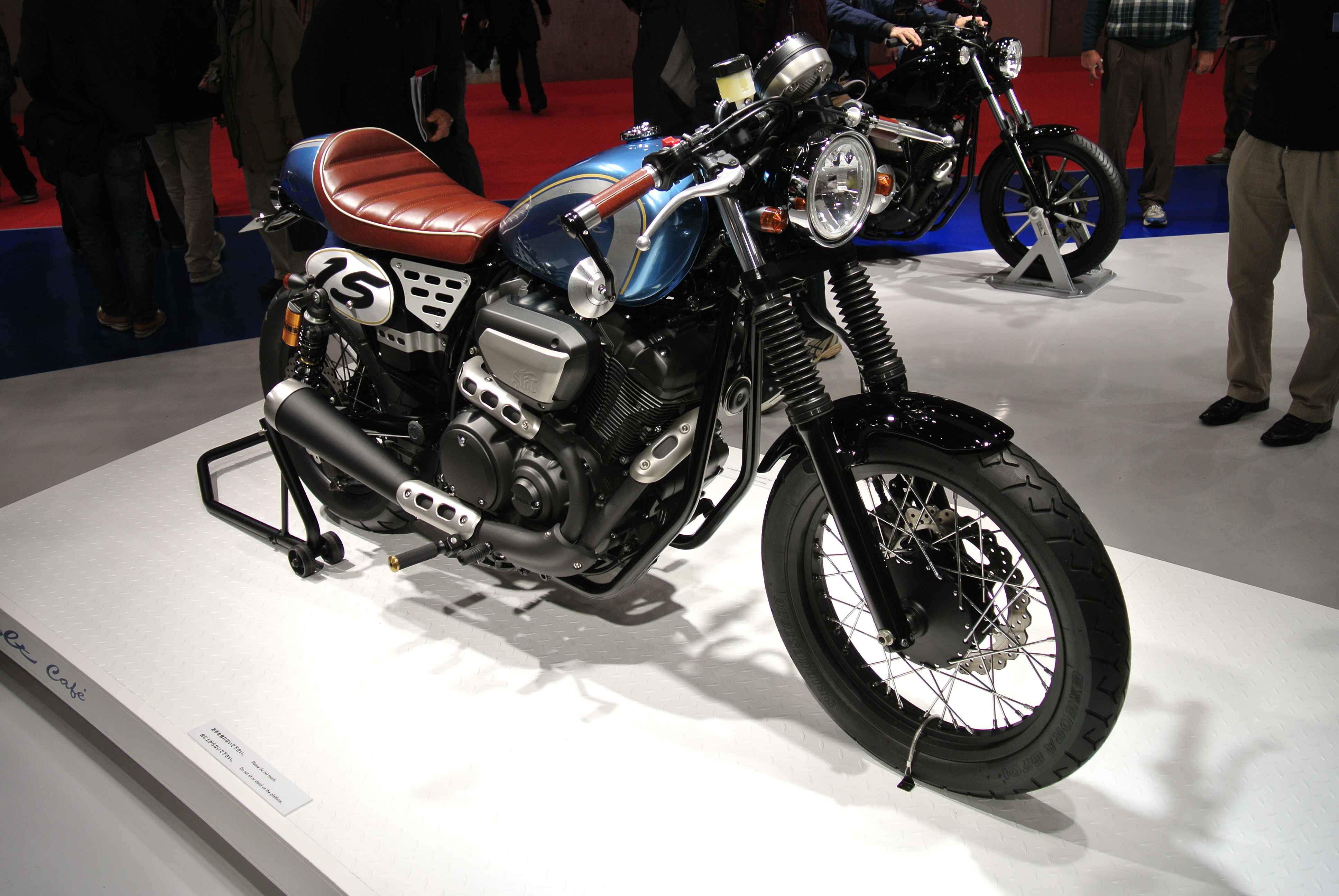
BOLT Cafe Racer au Tokyo Motor Show 2013
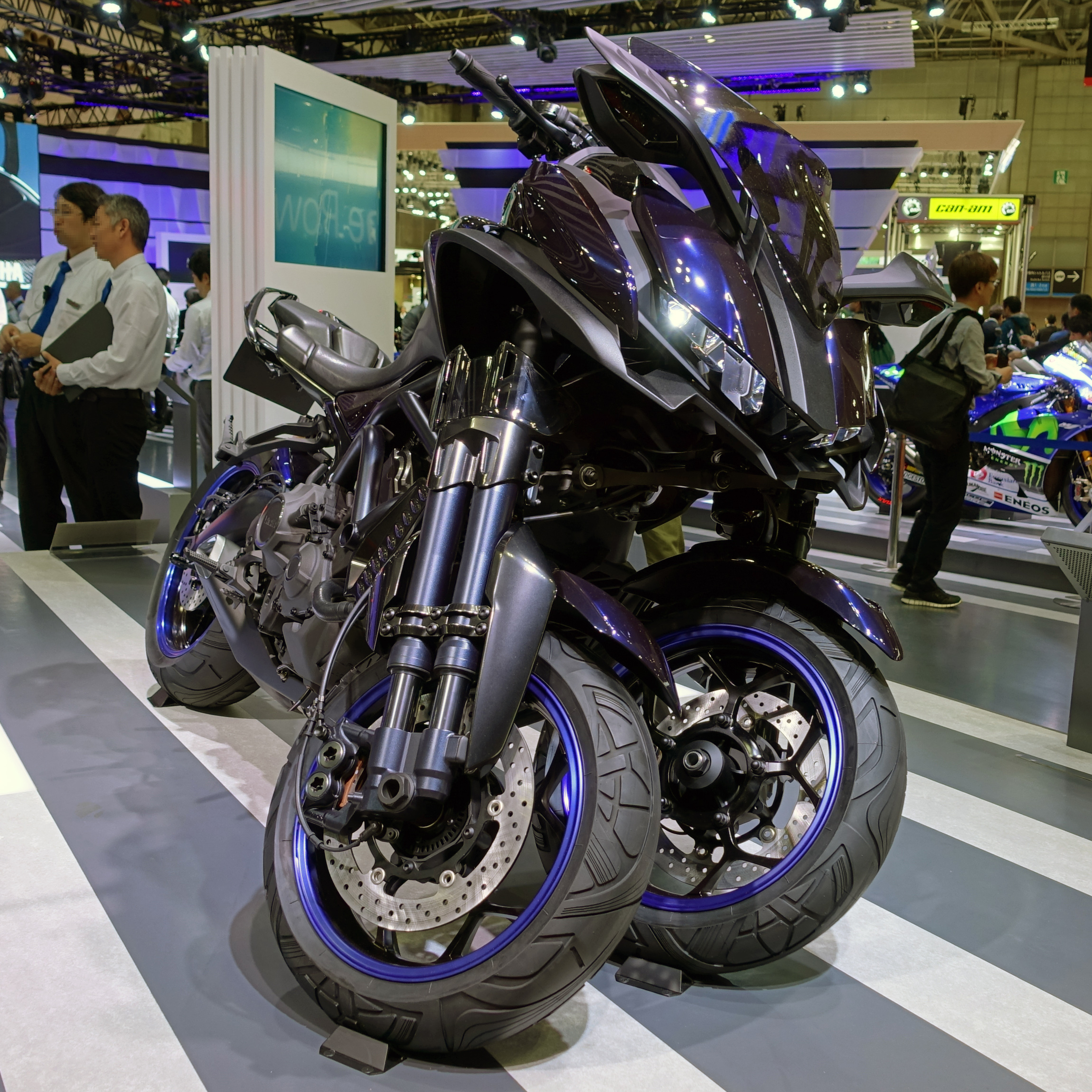
MWT-9 Niken au Tokyo Motor Show 2015

#### Compétition
Yamaha récolte de nombreux succès en Grand Prix (Jarno Saarinen,Giacomo Agostini, Johnny Cecotto, Kenny Roberts, Patrick Pons, Christian Sarron, etc.) avec les TZ, proches des modèles de série au début.
L'année 1971 vit en Jarno Saarinen et ça lui valut sa première victoire mondiale en 350cc lors du grand prix de Tchécoslovaquie. Il devint pilote officiel et en 1972 les succès s'enchaînent et en 250cc il remporta le titre devant le pilote Aermacchi Renzo Pasolini il conclut au deuxième rang la saison 350cc.
Champions du monde
- Bill Ivy en 125 cm3 en 1967 sur une RA31 à quatre cylindres. Il sera aussi le premier à dépasser les 100 mph (160 km/h) au Tourist Trophy sur une 125.
- Phil Read en 250 cm3 en 1964 et 1965, et un doublé 125 et 250 cm3 en 1968.
- Kent Andersson gagna le titre mondial 125 en 1973.
- Agostini en 500 cm3 en 1975, et en 350 cm3 en 1973 et 1974.
- Kenny Roberts en 500 cm3 en 1978, 1979 et 1980.
- Eddy Lawson en 500 cm3 en 1984, 1986 et 1988.
- Wayne Rainey en 500 cm3 en 1990, 1991 et 1992.
- Olivier Jacque en 250 cm3 en 2000.
- Valentino Rossi en MotoGP en 2004, 2005, 2008 et 2009.
- Ben Spies en Superbike en 2009.
- Cal Crutchlow en Supersport en 2009.
- Jorge Lorenzo en MotoGP en 2010, 2012 et 2015.
- Fabio Quartararo en MotoGP en 2021

### Scooters

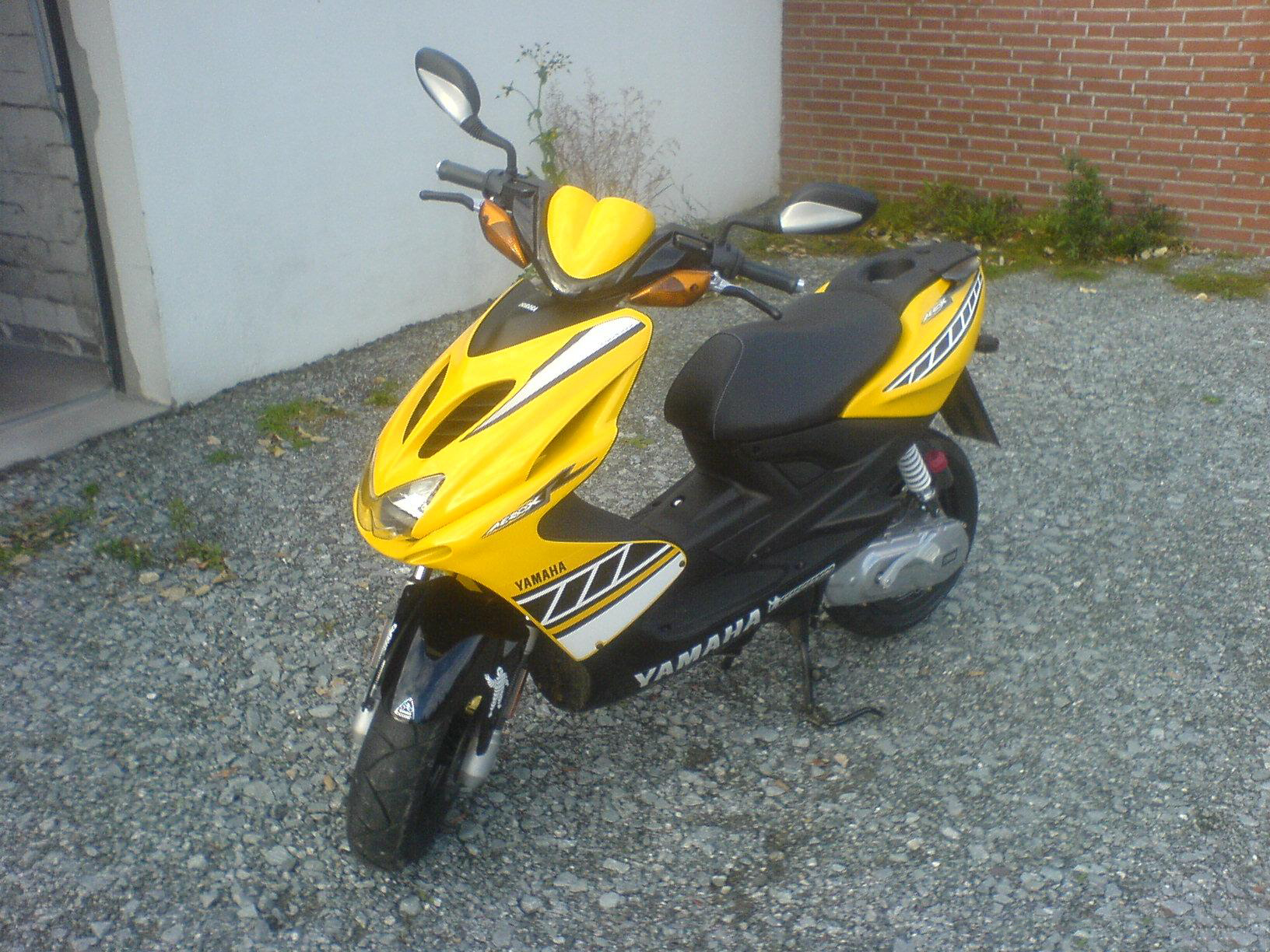
Aerox Race Replica.

Yamaha produit également des scooters. En France, Yamaha commercialise également ses scooters 50 et 125 cm3 sous la marque MBK (Booster, Skycruiser, Evolis et Skyliner, Tryptik, identiques aux Yamaha BW'S, X-Max, X-City, Tricity).

#### 50cm3
Giggle, NEOs, Aerox R, Aerox Race Replica, BW's Naked, BW's 12 pouces, BW's Original, BW's Next Generation, Slider Naked Tzr.Breeze
Jog R, Jog RR, Dt50x, Dt50r et TZR 50.

#### 125cm3
X-Max 125, Majesty 125, Cygnus X, X-City 125, Vity, BW'S 125, YZF R125, Wr 125, SR 125, YBR 125
125 yze, mt125, 125tzr N max 125

#### Trois-roues
Tricity 125, tri-z 250, tri-z 350, tri-moto, ytm.

#### Maxi-scooters
TMAX 530, Majesty 400, X-Max 250, X-Max 300, X-Max 400, X-City 250.

### Motoneiges

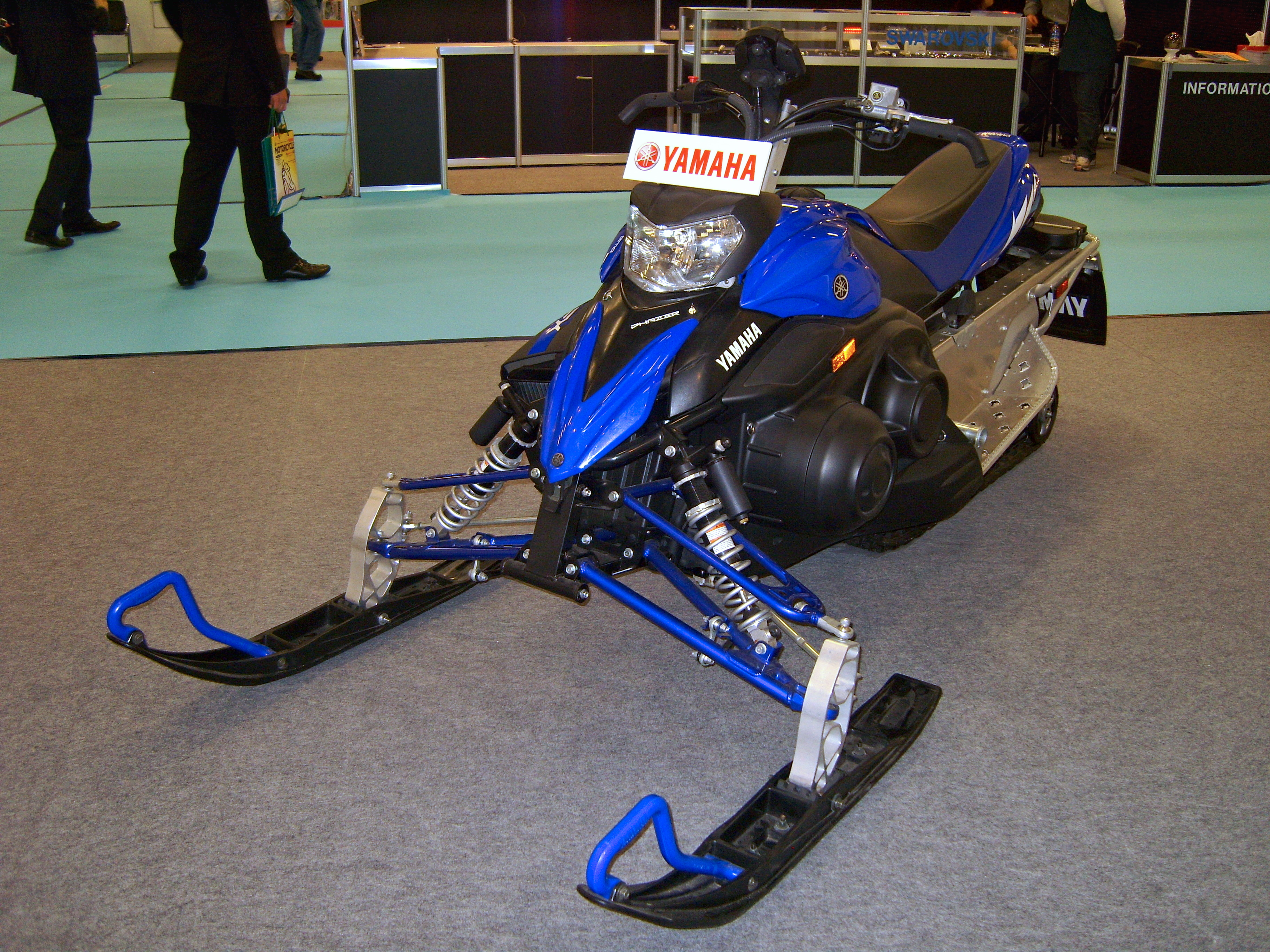
Motoneige.

Yamaha s'est lancée dans la fabrication de motoneiges en 1968. Voulant profiter de la popularité croissante de ce véhicule, la compagnie produit la SL-350 propulsée par un moteur 2-temps bicylindre. C'était la première motoneige avec un carburateur à valve latérale. En 1971, le modèle SR433 de haute performance est introduit pour les courses. En 1976, le modèle SRX440 place ce fabricant à l'avant-garde dans les circuits de courses.
Le quartier général de la division des motoneiges se trouve à Cypress en Californie.
Aujourd'hui[Quand ?] Yamaha est le leader mondial des motoneiges 4-temps.

### Vélos électriques
Yamaha s'est lancée dans la fabrication de moteurs pour  vélo à assistance électrique dès 1993. L'entreprise a ainsi développé sa propre gamme de vélos et propose des moteurs pour les fabricants de vélo à assistance électrique. La dernière version de leur moteur sera produite dans l’usine de MBK industrie, à Saint-Quentin (02) dans les Hauts-de-France. Ses moteurs équipent de nombreuses marques de vélo à assistance électrique telles que Cycles Gitane, Lapierre, Solex et Matra.

## Moteurs
Yamaha Motor Company est une société d'ingénierie automobile filiale de Yamaha qui a développé des moteurs de compétition destinés à la Formule 1. De 1982 à 1997, la société a été dirigée par John Judd, qui possédait déjà sa propre officine de conception de moteurs (Judd). De fait, à partir du moment où Yamaha a décidé de s'investir sous son nom propre en F1, les moteurs conçus par Judd étaient soit baptisés « Judd », soit badgés « Yamaha ». Les écuries de F1 ayant couru avec un Yamaha sont les suivantes :
- Zakspeed : en 1989 ;
- Brabham Racing Organisation : en 1991, 1992 ;
- Jordan Grand Prix : en 1992 ;
- Tyrrell Racing : en 1996 ;
- Arrows : en 1997.

Des moteurs Yamaha animent certains modèles d'automobiles Volvo, Ford, Noble (moteurs V8). Surtout, Yamaha a étudié plusieurs moteurs à caractère sportif pour Toyota (les Celica) et la voiture de sport Lexus LFA, dotée d'un V10 (2010-2012).

### Moteurs hors-bords
Yamaha est un des leaders dans le moteur hors-bord ; la gamme comprend une cinquantaine de modèles de moteurs 4-temps et 2-temps, et des petits moteurs électriques.
Les moteurs sont dotés notamment de Starter PrimeStart pour démarrer, d'un système de commande de régime variable, de jauges réseau numérique et de microprocesseur de commande de moteur ECM (Engine Control Module).
- Forte puissance : XF400 / XF450, F225 / F250/ F300, F350
- Moyenne puissance : F150 / F175 / F200, F115 / F130, F80 / F100, F70, FT50 / FT60, F50 / F60, F30 / F40.
- Transportables : F2.5, F4 / F5 / F6, F8 / F9.9, F15, F20 / F25.
- Moteurs électriques : M12 / M18, M20 / M26 / M32, MX18, MS20.

### Moteurs de Formule 1
Yamaha Motor Company a créé une société d'ingénierie automobile qui a développé des moteurs de compétition destinés à la Formule 1. De 1982 à 1997, la société a été dirigée par John Judd, qui possédait déjà sa propre officine de conception de moteurs (Judd). De fait, à partir du moment où Yamaha a décidé de s'investir sous son nom propre en F1, les moteurs conçus par Judd étaient soit baptisés Judd, soit badgés Yamaha.

#### Yamaha OX 88
Moteur engagé en 1989.
- 8 cylindres en V à 75°
- Cylindrée : 3 498 cm3
- Puissance : 600 ch

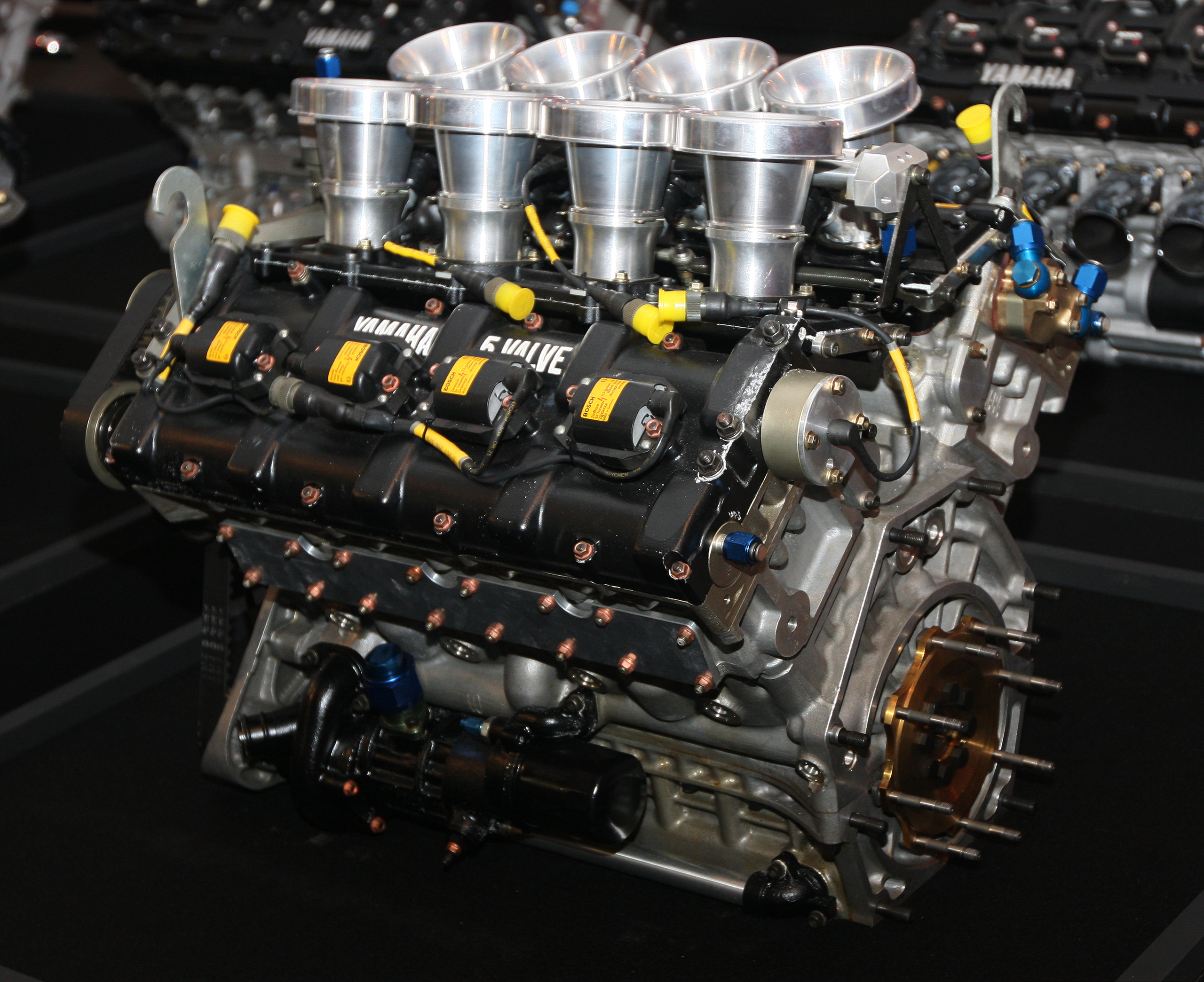
Yamaha OX88

- Régime moteur maximal : 11 000 tr/min
- Poids : 140 kg

#### Yamaha OX 99
Moteur engagé en 1991 et 1993.
- 12 cylindres en V à 72°
- Cylindrée : 3 498 cm3

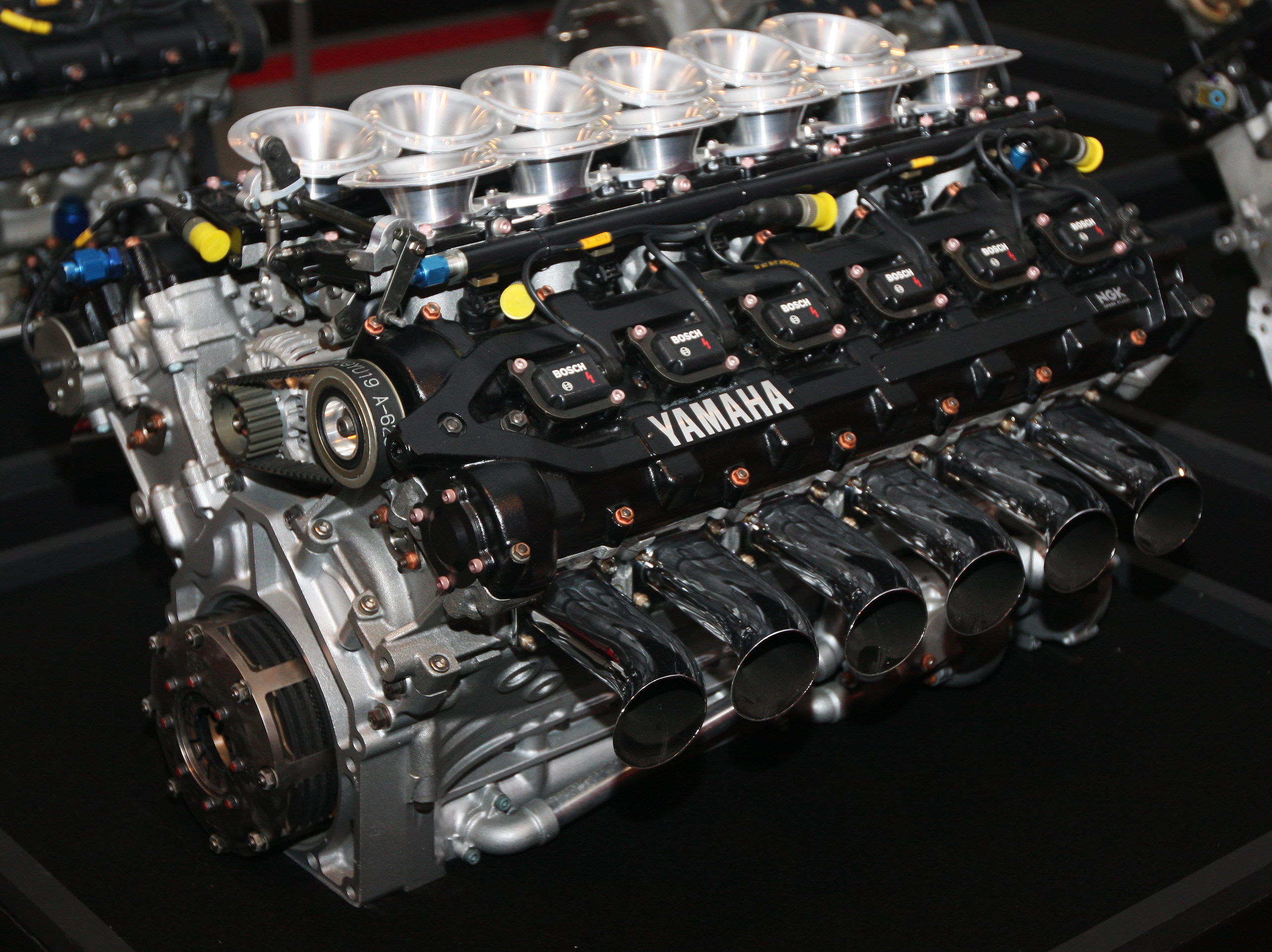
Yamaha OX99

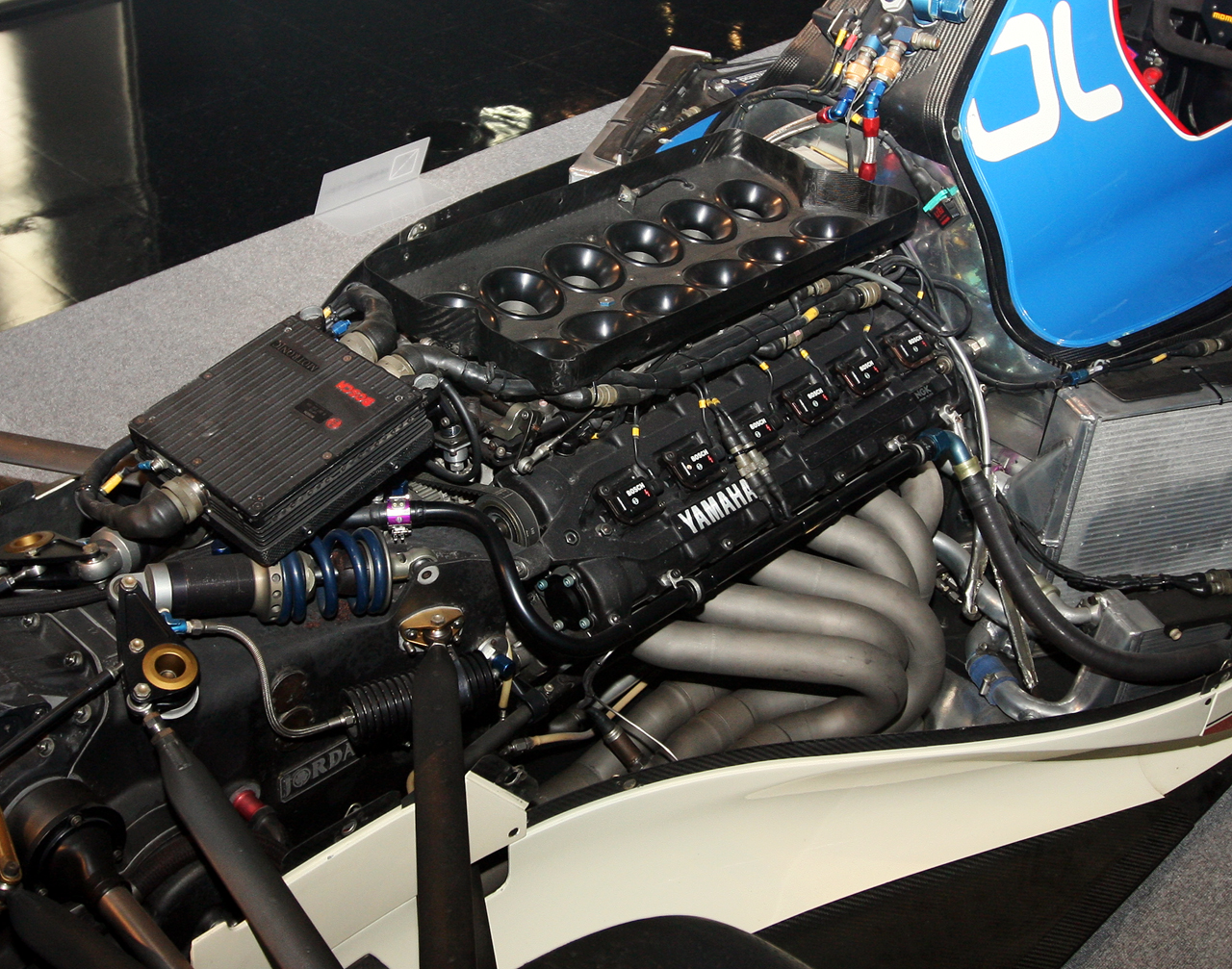
Yamaha OX99 installé dans la Jordan 192

- Régime moteur maximal : 10 000 tr/min
- Puissance : 660 ch
- Poids : 140 kg

#### Yamaha OX 10 A

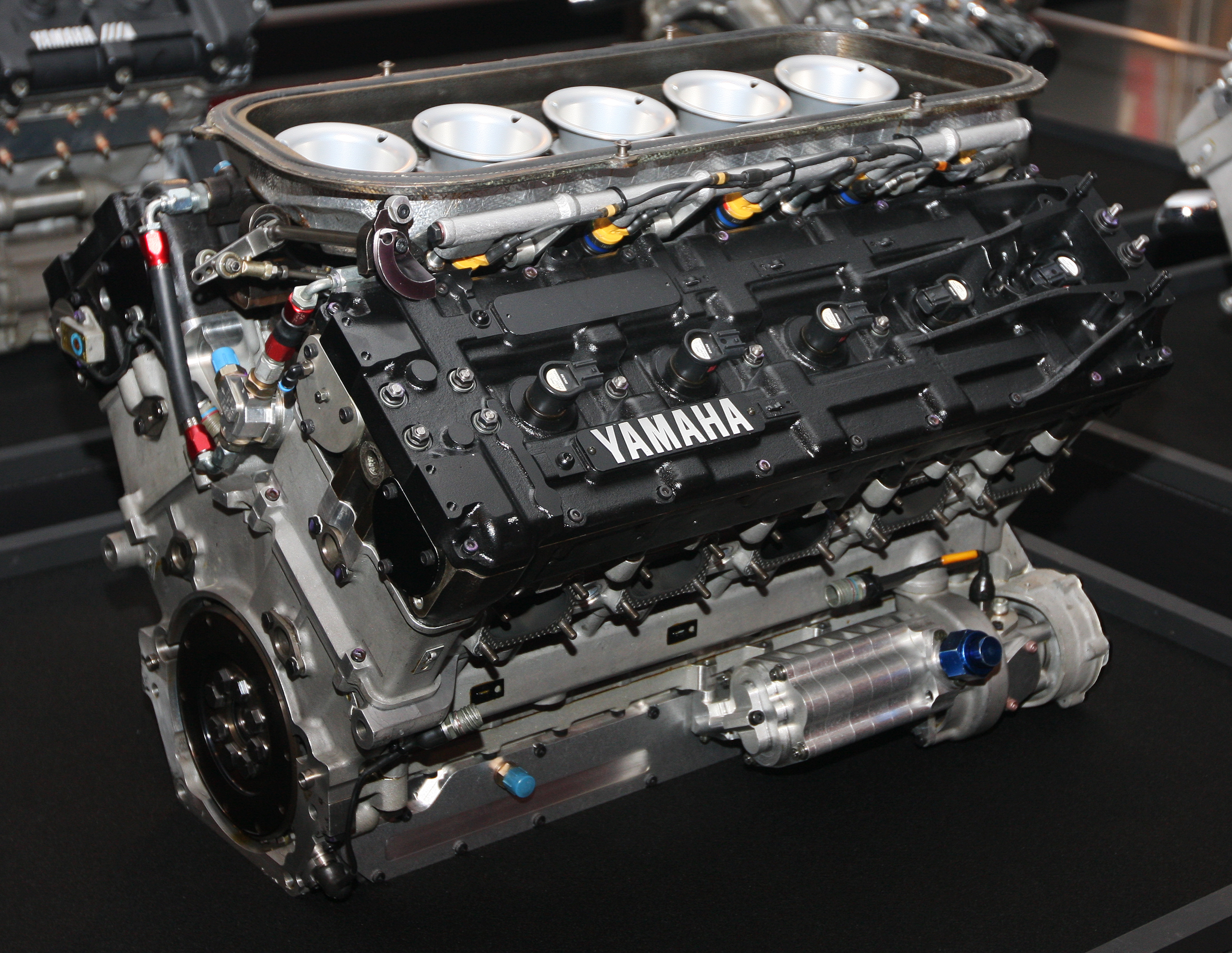
Yamaha OX10A

Moteur conçu par Judd sous le nom Judd GV, engagé en 1993 et 1994.
- 10 cylindres en V à 72°, 3 500 cm3
- Poids : 130 kg
- Cylindrée : 3 496 cm3 (1991-1992), 3 498 cm3 (1993-1994)
- Régime moteur maximal : 13 500 tr/min (1991-1992), 13 800 tr/min (1993), 13 300 tr/min (1994)
- Longueur : 622,5 mm
- Largeur : 417 mm
- Hauteur : 555 mm
- Puissance : 750 ch

#### Yamaha OX 10 C
Moteur conçu par Judd sous le nom Judd HV, engagé en 1995.
- 10 cylindres en V à 72°, 2 996 cm3
- Poids : 130 kg
- Régime moteur maximal : 13 300 tr/min
- Longueur : 622,5 mm
- Largeur : 417 mm
- Hauteur : 555 mm
- Puissance : 680 ch

#### Yamaha OX 11 A

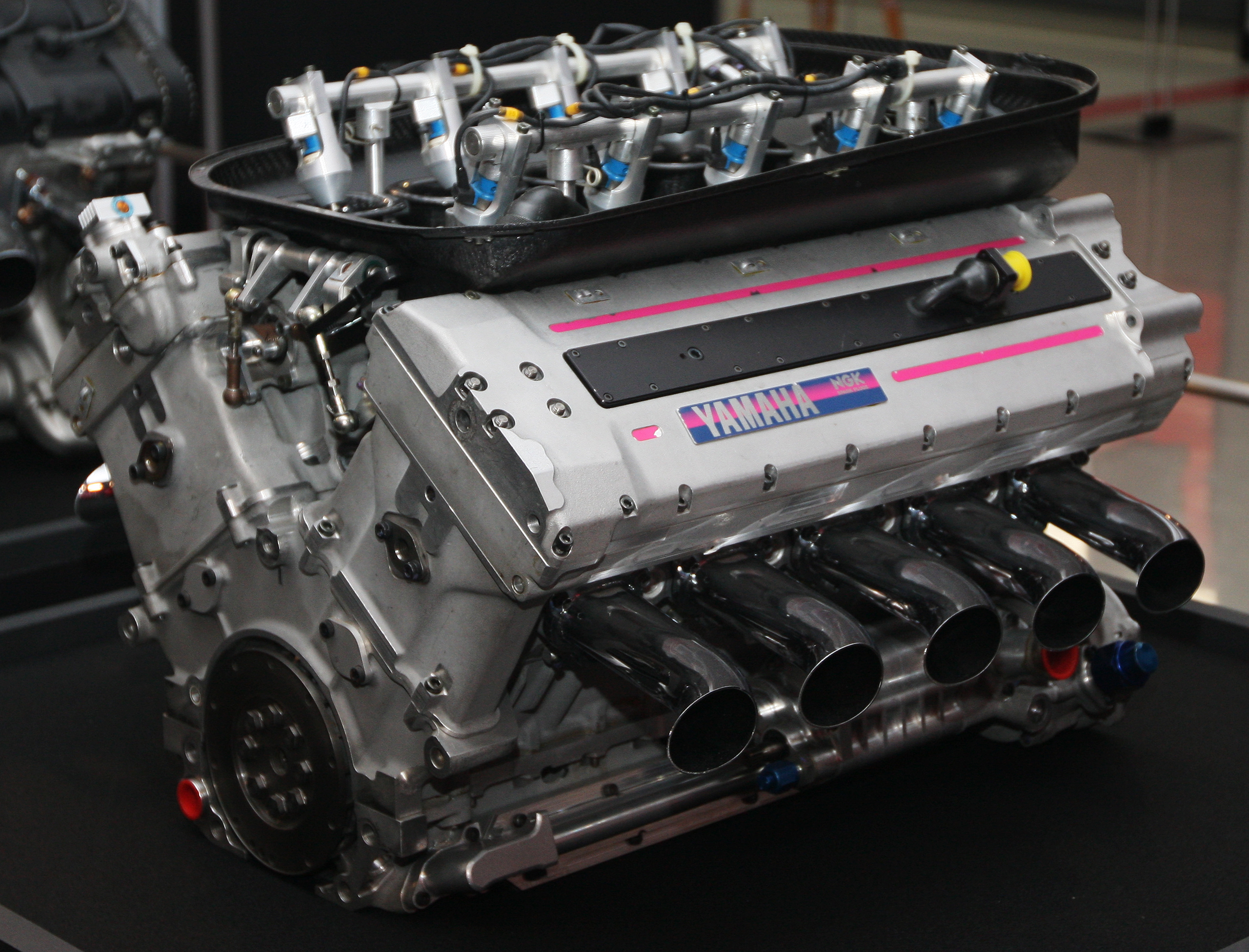
Yamaha OX11A

Moteur conçu par Judd sous le nom Judd JV, engagé en 1996 et 1997.
- 10 cylindres en V à 72°, 2 996 cm3
- Poids : 105 kg
- Régime moteur maximal : 13 800 tr/min (1996), 14 000 tr/min (1997)
- Longueur : 570,25 mm
- Largeur : 385 mm
- Hauteur : 511 mm
- Puissance : 690 ch (1996), 700 ch (1997)

#### Écuries de Formule 1 ayant couru avec un moteur Yamaha
- Zakspeed : en 1989
- Brabham : en 1991, 1992
- Jordan Grand Prix : en 1992
- Tyrrell Racing : de 1993 à 1996
- Arrows : en 1997